# William Paine Sheffield Jr.
William Paine Sheffield, född 1 juni 1857 i Newport i Rhode Island, död 19 oktober 1919 i Exeter i Rhode Island, var en amerikansk politiker (republikan). Han var ledamot av USA:s representanthus 1909–1911.
Fadern William Paine Sheffield var ledamot av USA:s representanthus 1861–1863 och ledamot av USA:s senat 1884–1885.
Kongressledamot Daniel L.D. Granger avled 1909 i ämbetet och efterträddes av Sheffield. Han efterträddes i sin tur 1911 av George F. O'Shaunessy.
Sheffield är begravd på Island Cemetery i Newport i Rhode Island.